# La Roche aux Fées (entreprise)
Pour les articles homonymes, voir Roche-aux-Fées.
La Roche aux Fées était une entreprise française spécialisée dans la fabrication de yaourts et produits frais. Elle est connue pour avoir inventé les marques Yoco et Créola.

## Histoire
- 1940 : création
- 1960 : première marque de produits laitiers frais en France[1]
- 1965 : acquisition de l'entreprise par Unilever
- 1988 : rachat par Chambourcy
- 1989 : disparition de la marque au profit de Chambourcy

## Renaissance
La marque La Roche aux Fées passa entre les mains de Nestlé en 1996, lors du rachat de Chambourcy, mais resta inutilisée jusqu'en 1999, date à laquelle une société bordelaise, CBSA, créée par deux anciens cadres de Nestlé, lui rachètent les marques Chambourcy et La Roche aux Fées et l'usine de Carbon-Blanc. La marque réapparut dans les étalages, sous forme de marrons glacés. Cependant, Nestlé ayant imposé à CBSA une clause de non-concurrence sur la marque Chambourcy, l'entreprise a fait faillite en 2002,,.
La marque La Roche aux Fées est rachetée de son côté au début des années 2010 par le groupe coopératif normand Agrial. Début 2014, il annonce son souhait de relancer la marque sur le marché français en 2015.